# ATP5H
ATP5H (англ. ATP synthase, H+ transporting, mitochondrial Fo complex subunit D) – білок, який кодується однойменним геном, розташованим у людей на короткому плечі 17-ї хромосоми.  Довжина поліпептидного ланцюга білка становить 161 амінокислот, а молекулярна маса — 18 491.
| 10         |  | 20         |  | 30         |  | 40         |  | 50         |
| ---------- |  | ---------- |  | ---------- |  | ---------- |  | ---------- |
| MAGRKLALKT |  | IDWVAFAEII |  | PQNQKAIASS |  | LKSWNETLTS |  | RLAALPENPP |
| AIDWAYYKAN |  | VAKAGLVDDF |  | EKKFNALKVP |  | VPEDKYTAQV |  | DAEEKEDVKS |
| CAEWVSLSKA |  | RIVEYEKEME |  | KMKNLIPFDQ |  | MTIEDLNEAF |  | PETKLDKKKY |
| PYWPHQPIEN |  | L          |  |            |  |            |  |            |

A: Аланін

C: Цистеїн

D: Аспарагінова кислота

E: Глутамінова кислота

F: Фенілаланін

G: Гліцин

H: Гістидин

I: Ізолейцин

K: Лізин

L: Лейцин

M: Метіонін

N: Аспарагін

P: Пролін

Q: Глутамін

R: Аргінін

S: Серин

T: Треонін

V: Валін

W: Триптофан

Задіяний у таких біологічних процесах як транспорт іонів, транспорт, транспорт протонів. 
Локалізований у мембрані, мітохондрії, внутрішній мембрані мітохондрії.